# 多格敦 (加利福尼亞州格倫縣)
多格敦（英語：Dogtown）是位於美國加利福尼亞州格伦縣的一個非建制地區。該地的面積和人口皆未知。

## 地理
多格敦的座標為39°35′19″N 122°42′46″W / 39.58861°N 122.71278°W，而該地的平均海拔高度為1493米（即4898英尺）。